# 托萊多 (安蒂奧基亞省)

托萊多（西班牙語：Toledo），是哥倫比亞的城鎮，位於該國西北部安蒂奧基亞省，面積139平方公里，距離麥德林177公里，海拔高度1,850米，2002年人口10,652，人口密度每平方公里76.5人。
7°00′47″N 75°41′43″W / 7.01306°N 75.6953°W